# Juejang
Juejang, v preteklosti znan kot Juedžov ali Jočov (kitajsko 岳陽市 / 岳阳市, pinjin Yuèyáng Shì), je prefekturno mesto na vzhodni obali jezera Dongting in reke Jangce v severovzhodnem kotu province Hunan v Ljudski republiki Kitajski.  
Upravno območje Juejanga meri  14.896 km2, ožje mesto pa 304 km2.  Po kitajskem popisu prebivalstva leta 2020 je imel 5.051.922 prebivalcev, od katerih jih je 1.134.058 živelo v pozidanem območju, ki ga sestavljata okrožji Juejanglov in Junši. Juejang je znano kitajsko pristaniško mesto in edino mednarodno trgovinsko pristaniško mesto v Hunanu. Po gospodarski moči na je drugem mestu v Hunanu za glavnim mestom province Šangšajem. 
Najbolj znani mestni znamenitosti sta stolp Juejang in jezero Dongting. Najbolj znana delikatesa je srebrna ribica iz jezera Dongting. 

## Uprava
Prefektura Juejang je sestavljena iz šestih obrobnih okrožij, dveh posebnih okrožij in ožjega mesta. Šest mestnih okrožij so Huarong, Linšjang, Šjangjin, Pingjiang, Miluo in Juejang. Dve posebni (manjši) okrožji sta Džunšan in Junši, ki sta bili včasih del ožjega mesta Juejang, vendar sta bili za upravne namene ločeni v posebni okrožji.

## Zgodovina
Območje današnjega Juejanga je naseljeno že več kot 3000 let. Mesto je ustanovil Sun Vu kot prefekturo Hančang  leta 210  v obdobju treh kraljestev. V obdobju pomladi in jeseni ter v obdobju vojskujočih se držav se je pod državo Ču imenovalo Šimi.
Pod dinastijo Song (960 - 1279) je bilo mesto  močno utrjeno z obzidjem, dolgim 6,4 km, in postalo sedež vojaške prefekture Juejang, od koder izvira njegovo današnje ime. Med tajpinškim uporom (1850-1864) so ga uporniki leta 1852 zavzeli kot pomemben korak v njihovem napredovanju po dolini reke Jangce do Nankinga. Ob ustanovitvi Republike Kitajske leta 1911 je mesto postalo okrožje in prevzelo ime Juejang. 

## Stolp Juejang
Stolp Juejang stoji na obali jezera Dongting. Stolp je ob Paviljonu princa Tenga in Stolpu rumenega žerjava eden od treh velikih stolpov Džjangnana in privablja številne turiste.

## Pobratena in posestrena mesta
Juejang je pobraten-posestren z:
- Numazu, Prefektura Shizuoka, Japonska (1985)
- Titusville, Florida, Združene države Amerike (1988)
- Castlegar, Britanska Kolumbija, Kanada (1992)
- Stara Zagora, Bolgarija (4. december 1994)
- Cockburn, Zahodna Avstralija, Avstralija (1998)